# Gnathia bungoensis
Gnathia bungoensis är en kräftdjursart som beskrevs av Nunomura 1982. Gnathia bungoensis ingår i släktet Gnathia och familjen Gnathiidae. Inga underarter finns listade i Catalogue of Life.